# Union Sportive Monastirienne
US Monastir is een Tunesische voetbalclub uit Monastir. De club werd op 17 maart 1923 opgericht als Ruspina Sports en veranderde in 1942 zijn naam in US Monastir.
Sinds US Monastir in 1961 voor het eerst in de Championnat National speelde is het een vaste waarde geworden in de hoogste klasse. De club degradeerde in 2010 maar keerde na een jaar al terug.
Begin 2019 werd Lassaad Chabbi aangesteld als hoofdtrainer. Onder zijn leiding werd de club in het seizoen 2019-2020 derde, het beste resultaat in de geschiedenis van de club. Op 27 september 2020 won de club voor het eerst een prijs, door Espérance Sportive de Tunis te verslaan in de bekerfinale.

## Erelijst
Nationaal
- Championnat National Tunisien (0x)
  - Vice-kampioen: 2022, 2024,2025
- Beker van Tunesië (1x)
  - Winnaar: 2020[1]
- Tunesische Supercup (1x)
  - Winnaar: 20201[2]

1 De supercup werd wegens corona in 2021 gespeeld.